# Christophe Le Mevel

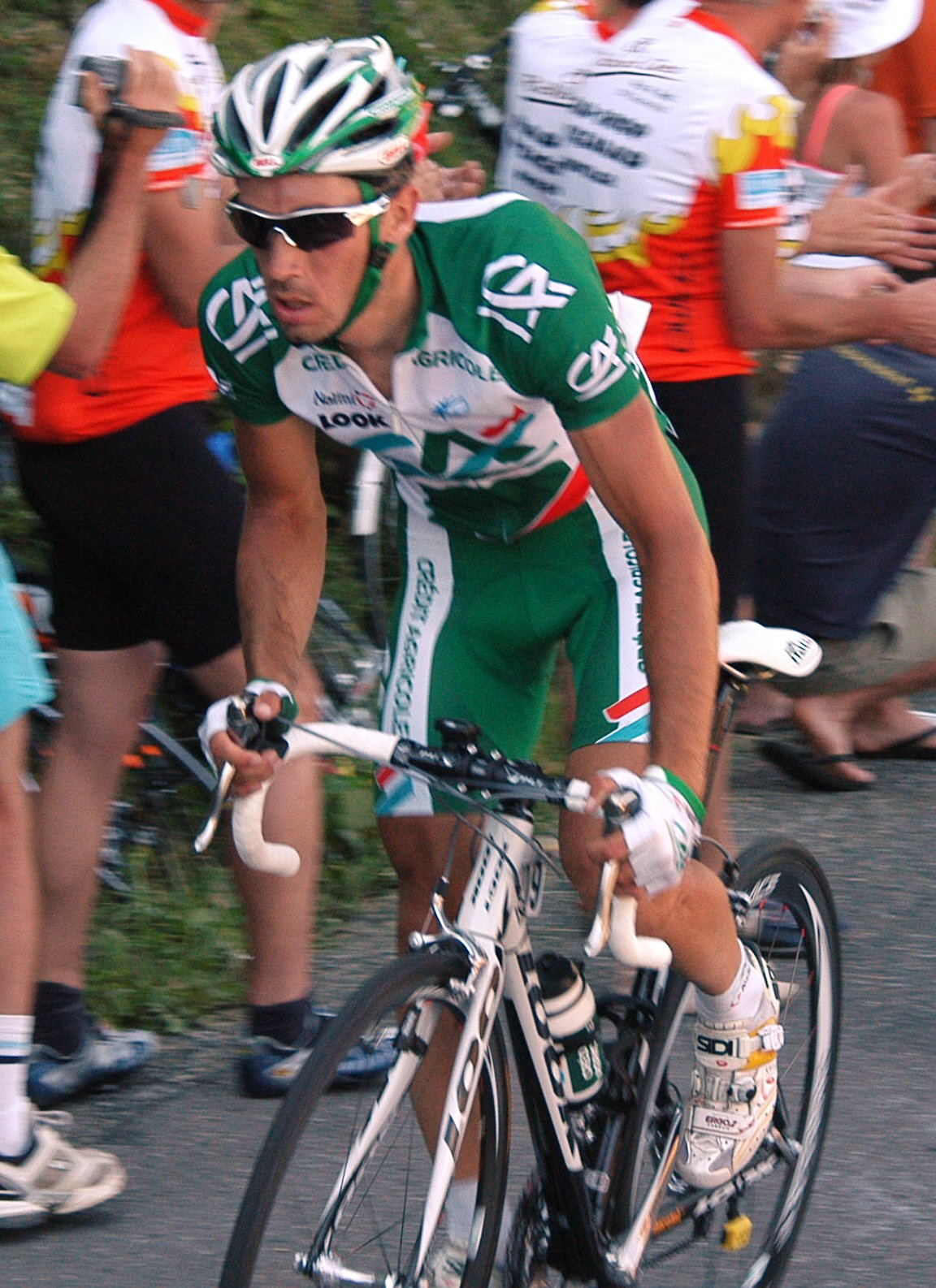
Christophe Le Mével under 2007 års Tour de France.

Christophe Le Mével, född 11 september 1980 i Lannion, är en fransk professionell tävlingscyklist. 
Han tävlade för det franska UCI ProTour-stallet Crédit Agricole mellan 2002 och 2008, det vill säga samma stall med vilka han blev professionell. Han var även stagiaire för stallet i slutet av säsongen 2000, han fick med andra ord möjlighet att prova på att vara professionell. Inför säsongen 2009 blev Le Mével kontrakterad av det franska stallet Française des Jeux när Crédit Agricole lade ned sitt cykelstall.

## Karriär

### Ungdomsår och amatörkarriär
Le Mével började träna mountainbike och landsvägscykel när han var 14 år. Inför året 2001 började fransmannen att cykla för Crédit Agricoles amatörlag. Med det stallet vann Le Mevel den franska tävlingen Ronde de l'Isard d'Ariège och han slutade på femte plats i Tour des régions italiennes, som Jaroslav Popovytj vann. Fransmannen tog tredje platsen på etapp 4 av Tour de l'Avenir. I slutet av säsongen blev han utvald att tävla för det franska landslaget i U23-världsmästerskapen i Lissabon, Portugal, där han slutade på 14:e plats i linjeloppet.

### Proffskarriär
Christophe Le Mevel gick över till Crédit Agricoles proffsstall inför säsongen 2002 och började därmed att tjäna pengar på att tävlingscykla. I maj kraschade han under Dunkirks fyradagars och han skadade ischiasnerven. Han var tvungen att vila under resten av säsongen. År 2003 återvände han till tävlingscyklingen och han tog andra plats i etapp 2 av Route du Sud bakom Ludovic Turpin.
Le Mével slutade trea på Tour de l'Avenir 2004 bakom landsmannen Sylvain Calzati och svensken Thomas Lövkvist. Under loppet slutade Le Mevel tvåa på en etapp bakom svensken. En månad senare befann han sig på världsmästerskapen i Verona, Italien. På första varvet av loppet attackerade han och fick snart sällskap av ryssen Vladimir Jefimkin. De två männen var i utbrytning en stor del av tävlingen, men när de blev inplockade av huvudklungan valde Le Mével att kliva av cykeln.
Le Mével tog sin första etappseger när vann etapp 16 på Giro d'Italia 2005. Utöver etappsegern var hans roll att hjälpa lagkamraten Pietro Caucchioli att sluta på en bra placering i slutställningen.
Året därpå körde Le Mevel sin första Tour de France och slutade på 75:e plats totalt. Tillsammans med Popovytj, Alessandro Ballan och Oscar Freire attackerade han på etapp 12 och tog fjärde plats i Carcassonne. I slutet av säsongen blev han placerad som nummer 23 i världsmästerskapen i Salzburg, Österrike och blev den bästa franska cyklisten i resultatlistan.
Under den femtonde etappen av Tour de France 2007 föll fransmannen och bröt nyckelbenet.

### Française des jeux
Le Mével var Credit Agricole trogen fram till 2008 när det franska stallet lades ned och han blev istället kontrakterad med det franska stallet Française des jeux. Han slutade på tionde plats i Paris-Nice, Critérium du Dauphiné Libéré. Le Mével slutade på tredje plats på etapp 4 av Tour du Poitou Charentes et de la Vienne 2009. Under året slutade han också på tionde plats på Tour de France 2009. På etapp 14 av tävlingen slutade han på sjunde plats bakom Sergej Ivanov, Nicolas Roche, Hayden Roulston, Martijn Maaskant, Sébastien Minard och Daniele Righi.
År 2010 vann han den andra etappen och tog totalsegern i Tour du Haut-Var. Det var hans första seger på nästan fem år. Le Mevel slutade 42:a plats i Tour de France 2010. Några månader senare tog han 15:e platsen i Vuelta a Espana. 

### Garmin-Cervélo
Inför säsongen 2011 blev Le Mével kontrakterad av Garmin-Transitions eftersom det amerikanska stallet ville ha en duktig fransk cyklist i sin laguppställning. Han slutade på nionde plats i La Fleche Wallone och 14:e i Giro d'Italia 2011. Under året slutade han också på sjunde plats i Giro di Toscana.
Under säsongen 2012 slutade fransmannen på sjunde plats i Tour du Haut-Var och på etapp 3 av Critérium International slutade han på åttonde plats.

## Meriter
2011
9:a, La Flèche Wallonne
2009
3:a, etapp 4, Tour du Poitou Charentes et de la Vienne
10:a, Tour de France
2005
26:a, Giro d'Italia
1:a, etapp 16
2006
76:a, Tour de France
2004
2:a, Tour de l'Avenir
2003
Bergstävlingen, Tour de l'Avenir

## Stall
- Crédit Agricole (stagiaire) 2000
- Crédit Agricole 2002–2008
- Française des Jeux 2009–2010
- Garmin-Cervélo 2011–